# Dave Keuning
David Brent Keuning (Pella, 28 de março de 1976) é o guitarrista da banda norte-americana de rock alternativo The Killers.

## Biografia
Keuning nasceu em 28 de março de 1976. Ele é de Pela, uma cidade no estado de Iowa e é descendente de holandeses. Entre os membros do The Killers, ele foi o último a se mudar para Las Vegas, Nevada. Ele se formou na Pella Community High School. Enquanto estava na escola, Keuning trabalhou na Fareway Grocery, uma rede de supermercados baseada em Iowa. Enquanto adolescente, Keuning escutava bandas como Aerosmith e AC/DC antes de descobrir o U2. Ele ouvia frequentemente os álbuns The Joshua Tree e Achtung Baby. Quando começou a tocar guitarra, juntou-se à banda de jazz da escola e, posteriormente, a uma banda de rock cristão chamada Pickle, de 1993 a 1997. Depois da escola, Keuning estudou no Kirkwood Community College e na Universidade de Iowa, mas acabou saindo.
Uma das principais razões de Dave ter se mudado para Las Vegas em 2000 foi porque ele sentia que, por viver em Iowa, ele "sempre era o último a ouvir bandas novas e animadoras". Dave conseguiu um emprego em uma loja de calçados, mas foi demitido após o 11 de setembro. Ele usou o tempo livre para compor canções, chamando isso de uma "bênção disfarçada". Finalmente, ele encontrou um emprego em uma loja da Banana Republic no hotel-cassino The Venetian.
Keuning estava procurando juntar-se a uma banda, e colocou um anúncio nos classificados do jornal. Ele procurava começar ou juntar-se a uma banda que fosse influenciada pelos Beatles, Beck, Oasis, The Smashing Pumpkins e U2. Keuning teve de remover o The Cure das influências por causa das pessoas estranhas e góticas que ficavam respondendo ao anúncio. Ele disse que gostava de The Cure, mas que não comia morcegos. Os anúncios continuaram por meses, e Keuning estava começando a perder esperança. Pouco antes de ele desistir de encontrar outros músicos parecidos, Keuning recebeu uma ligação de seu futuro parceiro de banda Brandon Flowers sobre o seu anúncio. Keuning já tinha escrito boa parte do futuro sucesso "Mr. Brightside" enquanto os dois se encontraram pela primeira vez, oportunidade na qual compuseram outras canções. Keuning e Flowers mais tarde recrutaram o estudante de música Ronnie Vannucci Jr. para a bateria e o transportador de materiais médicos Mark Stoermer para o baixo, para compor a formação permanente do The Killers.
Keuning anunciou, em agosto de 2017, que ele não participaria da turnê de divulgação do álbum Wonderful Wonderful, embora permanecesse como membro da banda.
Em janeiro de 2019, Dave lançou seu primeiro álbum solo, intitulado Prismism. O disco foi bem recebido pela crítica.

## Equipamento

### Amplificadores
- Fender Hot Rod Deville
- cabeçote Hiwatt Gilmore 100
- caixas Hiwatt 4x12

### Guitarras
- Epiphone G-400 (no início da banda)
- Fender Starcaster (parecida com a Gibson Vegas, aparece no videoclipe de "For Reasons Unknown")
- Fender Stratocaster
- Gibson ES-335 (ébano)
- Gibson Explorer
- Gibson Flying V
- Gibson Les Paul Custom (ébano)
- Gibson SG Supreme (vista no videoclipe de "Read My Mind")
- Gretsch White Falcon (vista no videoclipe de "Bones")
- Ibanez Destroyer (parecida com uma Gibson Explorer, porém maior)

### Pedais
- Boss DD-6 (para delay longo)
- Digitech Whammy
- Electro-Harmonix Big Muff
- Ernie Ball Volume Pedal
- Ibanez Analog Chorus
- Ibanez Analog Delay (para delay curto)
- 2 Ibanez Tube Screamer em diferentes configurações
- MXR Phase 100